# 李南陽
李南陽（1955年?—），中華民國官員，有個差十五分鐘出生的同卵雙胞胎弟弟李漢陽，曾任陳水扁政府時代中華民國總統府公共事務室主任，後轉任駐愛爾蘭代表、駐斯洛伐克大使；2016年由中華民國外交部大使回部辦事，升任為總統府第三局局長。2020年6月，復出任駐斯洛伐克大使。